# ل فت
ل فت (به فرانسوی: Le Fête) یک کمون در فرانسه با جمعیت ۴۸ نفر است که در Canton of Arnay-le-Duc واقع شده‌است.